# Милосавлевич, Велько
Ве́лько Милоса́влевич (серб. Вељко Милосављевић; родился 28 июня 2007, Пожаревац) — сербский футболист, центральный защитник клуба «Црвена звезда».

## Клубная карьера
Воспитанник футбольной академии клуба «Црвена звезда». 18 октября 2023 года дебютировал в основном составе «Црвены звезды» в матче Кубка Сербии против «Траяла». В сентябре 2024 года подписал с клубом контракт до 2027 года. В сезоне 2024/25, продолжая оставаться игроком «Црвены звезды», параллельно выступал за клуб «Графичар» в Первой лиги Сербии. 18 октября 2024 года дебютировал в основном составе «Црвены звезды» в матче сербской Суперлиги против клуба «Раднички» (Ниш).

## Карьера в сборной
Выступал за сборные Сербии до 16, до 17 и до 19 лет.